# 皇甫集
皇甫集（?—521年12月28日），字元会，一字文都，安定郡朝那县（今宁夏回族自治区固原市彭阳县）人，出自安定皇甫氏，北魏官员。

## 生平
皇甫集作为灵太后的舅舅，封泾阳县公，先是出任泾州刺史。皇甫集仗着自己的外戚身份，做了很多非法的活动。泾州平西府长史费穆态度严肃的匡正劝谏皇甫集，皇甫集也畏惧费穆。神龟二年八月辛未（519年10月3日），左光禄大夫皇甫集加征西将军、仪同三司。皇甫集后官至雍州刺史、卫大将军。正光二年十一月戊申（521年12月28日），皇甫集去世，朝廷赠予侍中、司空公，谥号静。

## 家庭

### 兄弟姐妹
- 皇甫度，北魏太尉、安定县公
- 秦太上孝穆君，嫁北魏开府仪同三司、骠骑大将军、司徒公、侍中、太上秦文宣公胡国珍

### 夫人
- 柳氏，封贵鉴夫人，孝昌元年八月十三日（525年9月15日）在世[6]

### 子女
- 皇甫邕，北魏华州刺史
- 皇甫子熙，过继给皇甫度